# Mackenzie Astin
Mackenzie Alexander Astin (Los Angeles, 12 maggio 1973) è un attore statunitense.

## Biografia
Figlio degli attori Patty Duke e John Astin, e fratello dell'attore Sean Astin, compie gli studi in California, nella sua città natale. Debutta come attore nel film Le acque del Niagara (1982) e diventa famoso con il ruolo di Andy Moffett nella serie televisiva L'albero delle mele, che gli vale uno Young Artist Award. Da allora ha partecipato a svariate produzioni per il cinema e la televisione.

## Filmografia

### Cinema
- The Garbage Pail Kids Movie, regia di Rod Amateau (1987)
- Iron Will - Volontà di vincere (Iron Will), regia di Charles Haid (1994)
- Wyatt Earp, regia di Lawrence Kasdan (1994)
- Il sogno di Frankie (Dream for an Insomniac), regia di Tiffanie DeBartolo (1996)
- Conflitti del cuore (The Evening Star), regia di Robert Harling (1996)
- Amare per sempre (In Love and War), regia di Richard Attenborough (1996)
- The Last Days of Disco, regia di Whit Stillman (1998)
- Quando Billy incontra Jenny (The Mating Habits of the Earthbound Human), regia di Jeff Abugov (1999)
- Stranger Than Fiction - Un incubo senza fine (Stranger Than Fiction), regia di Eric Bross (2000)
- The Zeros, regia di John Ryman (2001)
- The Month of August, regia di Rex Piano (2002)
- Two Days, regia di Sean McGinly (2003)
- Welcome 2 Ibiza, regia di David Winters (2003)
- Contratto d'amore (How to Deal), regia di Clare Kilner (2003)
- Off the Lip, regia di Robert Mickelson (2004)
- Duncan Removed, regia di Peter Livolsi - cortometraggio (2006)
- Military Intelligence and You! (American Military Intelligence and You!), regia di Dale Kutzera (2006)
- The Final Season, regia di David M. Evans (2007)
- The Four Children of Tander Welch, regia di Ashlon Langley (2008)
- Stag Hunt, regia di James Shanks (2014)

### Televisione
- Le acque del Niagara (Lois Gibbs and the Love Canal), regia di Glenn Jordan - film TV (1982)
- Detective per amore (Finder of Lost Loves) - serie TV, episodio 1x08 (1984)
- Hotel - serie TV, episodi 2x12-3x09 (1985)
- I Dream of Jeannie: 15 Years Later, regia di William Asher - film TV (1985)
- The Facts of Life Down Under, regia di Stuart Margolin - film TV (1987)
- L'albero delle mele (The Facts of Life) - serie TV, 68 episodi (1985-1988)
- Un bambino perso per sempre (A Child Lost Forever: The Jerry Sherwood Story), regia di Claudia Weill - film TV (1992)
- Oltre il ponte (Brooklyn Bridge) - serie TV, episodi 2x03-2x07 (1992-1993)
- Harrison Bergeron, regia di Bruce Pittman - film TV (1995)
- Il bacio della mantide (Widow's Kiss), regia di Peter Foldy - film TV (1996)
- Il coraggio di una donna (The Long Island Incident), regia di Joseph Sargent - film TV (1998)
- Accadde a Selma (Selma, Lord, Selma), regia di Charles Burnett - film TV (1999)
- Oltre i limiti (The Outer Limits) - serie TV, episodio 6x06 (2000)
- Laughter on the 23rd Floor, regia di Richard Benjamin - film TV (2001)
- Everything But the Girl, regia di Gary Halvorson - film TV (2001)
- First Years - serie TV, 1 episodio (2001)
- Senza traccia (Without a Trace) - serie TV, episodio 1x15 (2003)
- Un amore per sempre (Love's Enduring Promise), regia di Michael Landon Jr. - film TV (2004)
- Lost - serie TV, episodio 1x22 (2005)
- Dr. House - Medical Division (House, M.D.) - serie TV, episodio 2x17 (2006)
- In from the Night, regia di Peter Levin - film TV (2006)
- Pepper Dennis - serie TV, episodio 1x11 (2006)
- My Name Is Earl - serie TV, episodio 2x22 (2007)
- Psych - serie TV, episodio 3x15 (2009)
- The Defenders - serie TV, episodio 1x07 (2010)
- Grey's Anatomy - serie TV, 2 episodi (2011)
- Prime Suspect - serie TV, 1 episodio (2011)
- Criminal Minds - serie TV, episodio 7x21 (2012)
- NCIS - Unità anticrimine (NCIS) - serie TV, episodio 9x14 (2012)
- Scandal - serie TV (2014-2017)
- Castle – serie TV, episodio 7x20 (2015)
- The Magicians - serie TV, 15 episodi (2015-2018)
- Homeland - Caccia alla spia (Homeland) – serie TV, 6 episodi (2018)
- The Loudest Voice - Sesso e potere (The Loudest Voice) – miniserie TV, 5 puntate (2019)
- You - serie TV, 4 episodi (2021)
- Fantasy Island – serie TV, episodi 1x09-1x10 (2021)
- Winning Time - L'ascesa della dinastia dei Lakers (Winning Time: The Rise of the Lakers Dynasty) – serie TV, episodio 1x09 (2022)
- The Blacklist – serie TV, episodio 10x07 (2023)
- Love & Death, regia di Lesli Linka Glatter e Clark Johnson – miniserie TV, 3 puntate (2023)

## Doppiatori italiani
Nelle versioni in italiano delle opere in cui ha recitato, Mackenzie Astin è stato doppiato da:
- Fabrizio Manfredi in Il sogno di Frankie, Criminal Minds, Private Practice
- Fabio Boccanera in The Last Days of Disco, Conflitti del cuore
- Emiliano Coltorti in Psych, Grey's Anatomy
- Giorgio Perno in Scandal, Le regole del delitto perfetto
- Riccardo Scarafoni in Blue Bloods, Love & Death
- Alessio Cigliano in Iron Will - Volontà di vincere
- Alessandro Tiberi in Stranger Than Fiction
- Marco Baroni in First Years
- David Chevalier in Accadde a Selma
- Simone Crisari in Lost
- Mauro Gravina in Dr. House - Medical Division
- Alberto Bognanni in Prime Suspect
- Enrico Di Troia in NCIS - Unità anticrimine
- Mirko Mazzanti in Hawaii Five-0
- Luca Mannocci in Rizzoli & Isles
- Federico Di Pofi in Castle
- Marco Fumarola in Agents of S.H.I.E.L.D.
- Marco Bassetti in Mad Men
- Francesco Prando in The Loudest Voice - Sesso e potere
- Gabriele Sabatini in You
- Francesco Trifilio in The Blacklist